# روس فورسيث
روس فورسيث (بالإنجليزية: Ross Forsyth)‏ (20 نوفمبر 1982 في المملكة المتحدة - ) هو لاعب كرة قدم بريطاني في مركزي الدفاع والظهير. لعب مع سانت جونستون ونادي دمبرتون ونادي ستيرلينغ ألبيون ونادي غرينوك مورتون.

## وصلات خارجية
- روس فورسيث على موقع قاعدة بيانات كرة القدم.إي يو (الإنجليزية)
- روس فورسيث على موقع Soccerbase.com (لاعب) (الإنجليزية)